# Rizbo

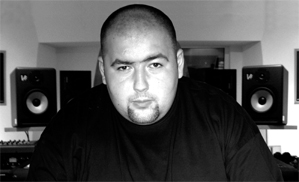
Rizbo

Rizbo (* 28. Februar; bürgerlich Boris Petrovic) ist ein in Deutschland lebender Hip-Hop-Produzent mit Wurzeln im ehemaligen Jugoslawien. Er stand beim Düsseldorfer Label Selfmade Records unter Vertrag.

## Biografie
Rizbo wurde in Jugoslawien geboren. Im Zuge des Bürgerkrieges flüchtete er nach Deutschland. 2002 startete er ein Studium an der School of Audio Engineering. Darüber hinaus begann Rizbo mit ersten Produktionen für jugoslawische Rapper. 2003 lernte er Slick One kennen, der ihn bei seinem neu gegründeten Independent-Label Selfmade Records als Hip-Hop-Produzent unter Vertrag nahm. Für den Berliner Bushido produzierte Rizbo 2004 den kostenlosen Titel Mitten ins Gesicht, Knast oder Ruhm für das Album Electro Ghetto sowie einen Remix des Stücks Electro Ghetto, welcher auf der Single veröffentlicht wurde. Durch die Zusammenarbeit mit Bushido erhielt Rizbo seine erste Goldene Schallplatte.
2005 produzierte Rizbo mit Ruhrpott 4 Life von Favorite aus dem Sampler Schwarzes Gold sein erstes Lied für Selfmade Records. Im Anschluss daran folgte die Produktion der meisten Songs des Albums Rappen kann tödlich sein von Favorite und Jason. Des Weiteren produzierte Rizbo die Musik für Bushidos Stück Endgegner, das auf dem Album Staatsfeind Nr. 1 erschienen ist. Bushido veröffentlichte Endgegner auch als Single. Für die Beteiligung an Staatsfeind Nr. 1 konnte Rizbo seine zweite Goldene Schallplatte erhalten.
Neben vereinzelten Produktionen für den serbischen Rapper Marcelo und den Bosnier Frenkie trat er im Folgenden vor allem als Produzent für Selfmade Records in Erscheinung. So wirkte er an Zuhältertape (X-Mas Edition) von Kollegah, Hinterm Horizont von Shiml, Boss der Bosse von Kollegah, Harlekin von Favorite, dem Sampler Chronik 1 und Alphagene von Kollegah mit. Die Lieder Kuck auf die Goldkette 2007 und Ein Junge weint hier nicht wurden zusätzlich als Videos umgesetzt und auf den Musiksendern im Fernsehen gespielt.
Bei der Handball-Weltmeisterschaft 2007 fand die Melodie des Stücks Rauch, welche Rizbo zuvor für Kollegahs Album Boss der Bosse produziert hatte, als offizielle „Highlitereel-Musik“ auf den Fernsehsendern Verwendung. 2007 arbeitete Rizbo zudem mit dem Lyriker Junyq zusammen. Er produzierte zusammen mit Jimmy Ledrac das Album Augen Blicke, das am 16. November 2007 über Universal veröffentlicht wurde. 2008 und 2009 war er mit Produktionen für Anarcho von Favorite, Kollegah von Kollegah, Chronik 2, Jung, brutal, gutaussehend von Kollegah und Farid Bang sowie Zuhältertape Volume 3 von Kollegah erneut an Veröffentlichungen von Selfmade Records beteiligt.
2010 trat Rizbo auf Farid Bangs Album Asphalt Massaka 2 mit vier Produktionen in Erscheinung.
2015 trat Rizbo auf Kollegahs viertem Zuhältertape mit einer Produktion in Erscheinung. Zusammen erstellten sie eine Lost Tapes EP, welche zehn Aufnahmen aus früheren Studiosessions beinhaltet.

## Produktionen
- 2005: Intro, Mit Mic oder ohne, Spot an, Granaten im Club, Stalkerslut, Hauptsache Gangsta, Unendliche Geschichte, Glock Talk, Im Westen, Needful Things und Ruhrpott 4 Life Remix auf Rappen kann tödlich sein von Favorite und Jason
- 2005: Endgegner auf Staatsfeind Nr. 1 von Bushido
- 2005: Kaputt gemacht auf Zuhältertape (X-Mas Edition) von Kollegah
- 2006: Showtime again, Time is money, Mobster music, Bei Sonnenuntergang, Du weinst Tränen, Rauch, Was kuckst du und Image des Pimps auf Boss der Bosse von Kollegah
- 2006: Zieh mich hoch und Asche und Staub auf Hinterm Horizont von Shiml
- 2007: Schädelbasisbrecher von Kollegah auf Juice Vol. 80
- 2007: Intro, Shotgun, So wie Fav bist du auch, Aus und vorbei, Selfmade Millionär, Bossrap, Gegen den Herrn, Fuck You Symphony, SR kommt, Schema F und Outro auf Harlekin von Favorite
- 2007: So wie Fav bist du doch nicht, 16 Bars, Kein Weg zurück, Nasatruppen, Shotgun Remix, Weg nach oben, Hater, Zeig dem Volk wer der Boss, Lauf aus dem Club, Intro, Outro, Wenn es kalt wird, Dunkelheit der Nacht & To The Top auf Chronik I von Selfmade Records
- 2007: Intro, Showtime III, Kuck auf die Goldkette 2007, Endlevel, Der Boss hängt voll Gold, Sie hassen uns, Alles was ich hab, Legenden & Ein Junge weint hier nicht auf Alphagene von Kollegah
- 2008: Antichrist Superstar auf Juice Vol. 84
- 2008: Fav Zeit, Anarcho Rap, Wunderschöner Tag, Killapromo, Besserer Mensch, Selfmade G, Im Dreck, Favoriddy Cent, Organraub, 30 & Outro auf Anarcho von Favorite
- 2008: Kollegah, Big Boss, Straßenapotheker, Kokamusic, Bad Boy, Doubletime Freestyle, 30,3, 1001 Nacht, Selfmade Hustler, Halftime Freestyle, Herbst & Ghettobusiness auf Kollegah von Kollegah
- 2008: Outro auf Status: Ballin von Jason
- 2009: Outro auf Im Alleingang von Shiml
- 2009: Kreideumriss auf Ich bin Jesse James von Sinan-G
- 2009: Kein Fick auf Schule auf Hokus Pokus von 257ers
- 2009: Mittelfinger hoch, Lebenswerk, Krieg, Halbautomatik, Westdeutschlands Kings & Bruderkrieg auf Chronik II von Selfmade Records
- 2009: Ghettosuperstars, Alphamassaka, Wir ficken ein paar Bonzen, Butterfly & Jung, brutal, gutaussehend auf Jung, brutal, gutaussehend von Kollegah und Farid Bang
- 2009: Westside, Selfmade Kings & Internationaler Player auf Zuhältertape 3 von Kollegah
- 2010: Gangsta Musik, Gangbanger 2, Wer will Beef? & Ey yo auf Asphalt Massaka 2 von Farid Bang
- 2010: Discospeed, Überfall und Taj Mahal Kokasession auf Hoodtape Volume 1 X-Mas Edition von Kollegah
- 2011: Mensch auf Banger leben kürzer von Farid Bang
- 2011: F.A.V. 2011, Pyramide, All around, Run Johnny Run, Gottlos, Fav is evil, Guess who’s back, Gangsta und Hier bin ich jetzt auf Christoph Alex von Favorite
- 2015: Nebel auf Zuhältertape 4 von Kollegah
- 2015: Edelmetalle, Profikiller, Treibhausplantagen, Überlegene Psyche, Kunstsammlungsraub, Bordellbettmatratzen, Arbeiterghettoviertel, Würgereflex, Ahornblattflaggen, Mondsichellichterschein auf Lost Tapes von Kollegah

## Auszeichnungen
Nachdem Rizbo 2008 bereits Platz vier erreicht hatte, wählten ihn die Leser des Hip-Hop-Magazins Juice im Rahmen der Juice Awards 2009 auf Platz 1 in der Rubrik „Bester Produzent National“.